# Chamberlainia
Chamberlainia là một chi rêu trong họ Brachytheciaceae.